# Categoría Primera A (2000)
I liga kolumbijska w piłce nożnej (2000)
Mistrzem Kolumbii w 2000 roku został klub América Cali, natomiast wicemistrzem Kolumbii – klub Atlético Junior.
Do Copa Libertadores w roku 2001 zakwalifikowały się następujące kluby:
- Atlético Junior (wicemistrz Kolumbii)
- Deportivo Cali (zwycięzca turnieju Mustang I)
- América Cali (zwycięzca turnieju Mustang II)

Do drugiej ligi spadły następujące kluby:
- Quindío Armenia

Z drugiej ligi awansowały następujące kluby:
- Deportivo Pereira – mistrz II ligi

## Torneo Mustang I 2000

### Kolejka 1
| Data           | Mecz |
| -------------- | --- |
| 12 lutego 2000 | Envigado - Deportivo Cali 0:0 |
| 13 lutego 2000 | Atlético Junior - Deportivo Tuluá 5:1 Palacios 5, Mosquera 9, Arriaga 48, 77, Ballesteros 89 - Rodríguez 37 pen                         |
| 13 lutego 2000 | Atlético Bucaramanga - Millonarios FC 1:1 Rivera 41k - Castro 25                                                                        |
| 13 lutego 2000 | Atlético Huila - Atlético Nacional 0:0                                                                                                  |
| 13 lutego 2000 | Independiente Medellín - Real Cartagena 1:0 Ortiz 35                                                                                    |
| 16 lutego 2000 | América Cali - Once Caldas 6:1 Ortegón 20, Quintana 23, Maturana 54, Salazar 68, 83, Moreno 72 - Velásquez 35                           |
| 23 lutego 2000 | Quindío Armenia - Deportivo Pasto 2:1 Oyie, Hernández - Bolívar                                                                         |
| 9 marca 2000   | Independiente Santa Fe Bogota - Tolima Ibagué 2:5 Cárdenas 62, Preciado 90 - Charria 2, Becerra 54, Patiño 58, Martínez 79k, Caicedo 88 |

### Kolejka 2
| Data           | Mecz                                                                                       |
| -------------- | ------------------------------------------------------------------------------------------ |
| 19 lutego 2000 | Atlético Nacional - América Cali 3:1 Aristizábal 17, Mackenzie 68, España 72 - Ferreira 48 |
| 20 lutego 2000 | Once Caldas - Atlético Junior 2:2 Valentierra 9, Rodas 54 - Palacios 58, Cantillo 88       |
| 20 lutego 2000 | Deportivo Pasto - Envigado 2:1 Vidal 1, Moreno 87 - Cortés 79                              |
| 20 lutego 2000 | Deportivo Tuluá - Atlético Bucaramanga 1:1 Vásquez 60 - Núñez 72                           |
| 20 lutego 2000 | Deportivo Cali - Independiente Santa Fe 1:0 Gaviria 71                                     |
| 20 lutego 2000 | Real Cartagena - Quindío Armenia 2:0 Quiñónez 30, Banguero 91                              |
| 15 marca 2000  | Millonarios FC - Atlético Huila 3:1 Castro 11, 89, Rivera 22 - Da Silva 81                 |
| 22 marca 2000  | Tolima Ibagué - Independiente Medellín 2:2 Becerra 36, Caicedo 92 - Valenciano 47, 79      |

### Kolejka 3
| Data           | Mecz                                                                                  |
| -------------- | ------------------------------------------------------------------------------------- |
| 26 lutego 2000 | América Cali - Millonarios FC 2:1 Quintana 6, Moreno 20 - García 74                   |
| 27 lutego 2000 | Deportivo Tuluá - Once Caldas 3:0 Martínez 4, Rodríguez 31, Gómez 87                  |
| 27 lutego 2000 | Atlético Junior - Atlético Nacional 0:0                                               |
| 27 lutego 2000 | Atlético Bucaramanga - Atlético Huila 0:0                                             |
| 27 lutego 2000 | Independiente Santa Fe Bogota - Deportivo Pasto 2:0 Escobar 14s, Reino 80             |
| 27 lutego 2000 | Envigado - Real Cartagena 2:0 Rendón 13, Vásquez 85                                   |
| 27 lutego 2000 | Independiente Medellín - Quindío Armenia 1:0 Valenciano 64                            |
| 10 maja 2000   | Tolima Ibagué - Deportivo Cali 3:1 Arrieta 29, Martinez 35k, Caicedo 72 - Candelo 64k |

### Kolejka 4
| Data         | Mecz |
| ------------ | --- |
| 5 marca 2000 | Once Caldas - Atlético Bucaramanga 3:2 Galvan 2, Salcedo 11, Valentierra 26 - Luna 15, Rivera 88                 |
| 5 marca 2000 | Atlético Nacional - Deportivo Tuluá 2:1 Calle 51, Galarcio 93 - Rodríguez 21                                     |
| 5 marca 2000 | Millonarios FC - Atlético Junior 3:2 Peña 22, Castro 63, Chitiva 84 - Cantillo 81, Aguilar 91                    |
| 5 marca 2000 | Atlético Huila - América Cali 1:1 Da Silva 79 - Del Castillo 35                                                  |
| 5 marca 2000 | Deportivo Cali - Independiente Medellín 3:1 Barragan 40, Dudamel 46 pen, Diaz 66 - Serna 85                      |
| 5 marca 2000 | Deportivo Pasto - Tolima Ibagué 0:1 Arrieta 77                                                                   |
| 5 marca 2000 | Real Cartagena - Independiente Santa Fe Bogota 3:2 Gomez 2, Arias 11, Garcia 53 - Preciado 15k, Reino 69(z rogu) |
| 5 marca 2000 | Quindío Armenia - Envigado 1:1 Cuesta 67 - Aguilar 21                                                            |

### Kolejka 5
| Data          | Mecz                                                                         |
| ------------- | ---------------------------------------------------------------------------- |
| 12 marca 2000 | Atlético Junior - Atlético Huila 2:0 Ballesteros 2, Cano 17                  |
| 12 marca 2000 | Tolima Ibagué - Real Cartagena 1:0 Caicedo 7                                 |
| 12 marca 2000 | Atlético Bucaramanga - América Cali 2:0 Vásquez 46, Rivera 56k               |
| 12 marca 2000 | Independiente Medellín - Envigado 2:2 Valenciano 17, 48 - Rendón 14, 46      |
| 12 marca 2000 | Deportivo Cali - Deportivo Pasto 4:0 Díaz 22, Candelo 42, Segura 57, Arce 61 |
| 12 marca 2000 | Independiente Santa Fe - Quindío Armenia 1:1 Preciado 65k - Alzate 34        |
| 12 marca 2000 | Deportivo Tuluá - Millonarios FC 1:0 Hurtado 24                              |
| 12 marca 2000 | Caldas - Atlético Nacional 2:1 Valentierra 56, Galván 62 - Muñoz 55          |

### Kolejka 6
| Data          | Mecz                                                                                      |
| ------------- | ----------------------------------------------------------------------------------------- |
| 18 marca 2000 | Envigado - Independiente Santa Fe Bogota 0:1 Serrano 76                                   |
| 18 marca 2000 | América Cali - Atlético Junior 2:0 Maturana 36k, Oviedo 69                                |
| 19 marca 2000 | Millonarios FC - Once Caldas 2:1 Castro 61, 92 - Daza 87                                  |
| 19 marca 2000 | Quindío Armenia - Tolima Ibagué 1:4 Cuesta 12 - Martinez 1k, Becerra 49, 51, Velásquez 66 |
| 19 marca 2000 | Atlético Huila - Deportivo Tuluá 2:1 Da Silva 18, Alvarez 75 - Rodríguez 54               |
| 19 marca 2000 | Atlético Bucaramanga - Atlético Nacional 1:0 Núñez 24                                     |
| 19 marca 2000 | Independiente Medellín - Deportivo Pasto 2:1 Valenciano 10, 69 - Vidal 58                 |
| 19 marca 2000 | Real Cartagena - Deportivo Cali 0:1 Hernández 37                                          |

### Kolejka 7
| Data          | Mecz                                                                          |
| ------------- | ----------------------------------------------------------------------------- |
| 26 marca 2000 | Atlético Nacional - Millonarios FC 3:0 Morantes 32, Aristizábal 69, 83        |
| 26 marca 2000 | Independiente Santa Fe - Independiente Medellín 0:1 Valenciano 61             |
| 26 marca 2000 | Deportivo Pasto - Real Cartagena 2:1 Vidal 56, 68 - Villareal 22              |
| 26 marca 2000 | Caldas - Atlético Huila 2:1 Hernández 30, Galvan 92k - Da Silva 44            |
| 26 marca 2000 | Deportivo Cali - Quindío Armenia 0:0                                          |
| 26 marca 2000 | Tolima Ibagué - Envigado 2:2 Orrego 70, Charria 89 - Vásquez 19, Rendón 73    |
| 26 marca 2000 | Atlético Junior - Atlético Bucaramanga 3:0 Aguilar 3, Marquinho 30, Rojano 84 |
| 26 marca 2000 | Deportivo Tuluá - América Cali 1:0 Rodríguez 56                               |

### Kolejka 8
| Data            | Mecz                                                                                       |
| --------------- | ------------------------------------------------------------------------------------------ |
| 30 marca 2000   | América Cali - Deportivo Tuluá 4:0 Gonzalez 36, Moreno 50, Salazar 70, 75                  |
| 1 kwietnia 2000 | Envigado - Tolima Ibagué 1:0 Rendon 23                                                     |
| 2 kwietnia 2000 | Deportivo Pasto - Atlético Junior 1:0 Ciciliano 21                                         |
| 2 kwietnia 2000 | Real Cartagena - Atlético Bucaramanga 1:0 Garcia 61                                        |
| 2 kwietnia 2000 | Atlético Huila - Caldas 2:0 Alvarez 7, Reyes 37                                            |
| 2 kwietnia 2000 | Millonarios FC - Medellin 0:0                                                              |
| 2 kwietnia 2000 | Atlético Nacional - Independiente Santa Fe 2:2 Aristizabal 15, 61k - Diaz 48, Preciado 83k |
| 2 kwietnia 2000 | Quindío Armenia - Deportivo Cali 1:3 Victoria 44 - Segura 25, Hernandez 70, Diaz 74        |

### Kolejka 9
| Data            | Mecz                                                                 |
| --------------- | -------------------------------------------------------------------- |
| 9 kwietnia 2000 | Atlético Bucaramanga - Atlético Junior 1:0 Paz 47                    |
| 9 kwietnia 2000 | Independiente Santa Fe - Deportivo Pasto 1:1 Matallana 48 - Vidal 82 |
| 9 kwietnia 2000 | Deportivo Tuluá - Atlético Nacional 3:0 Vásquez 24, 80, Rodríguez 90 |
| 9 kwietnia 2000 | Tolima Ibagué - América Cali 2:0 Caicedo 47, Arrieta 68              |
| 9 kwietnia 2000 | Caldas - Envigado 0:1 Vásquez 89                                     |
| 9 kwietnia 2000 | Deportivo Cali - Atlético Huila 0:0                                  |
| 9 kwietnia 2000 | Independiente Medellín - Quindío Armenia 0:2 Palacio 44, 53          |
| 9 kwietnia 2000 | Real Cartagena - Millonarios FC 1:1 Rojas 35 - Castro 60             |

### Kolejka 10
| Data             | Mecz                                                                                      |
| ---------------- | ----------------------------------------------------------------------------------------- |
| 12 kwietnia 2000 | Atlético Junior - Independiente Santa Fe 2:2 Cardozo 5, Restrepo 87 - Preciado 2, Diaz 52 |
| 12 kwietnia 2000 | Atlético Huila - Independiente Medellín 1:1 Da Silva 53 - Serna 12                        |
| 12 kwietnia 2000 | Atlético Nacional - Tolima Ibagué 1:0 Moreno 41                                           |
| 12 kwietnia 2000 | Millonarios FC - Atlético Bucaramanga 2:0 Mosquera 32, Castro 78                          |
| 12 kwietnia 2000 | Quindío Armenia - Real Cartagena 1:1 Palacio 68k - Arias 11                               |
| 12 kwietnia 2000 | América Cali - Caldas 0:0                                                                 |
| 13 kwietnia 2000 | Deportivo Pasto - Deportivo Tuluá 2:1 Patiño 69, Bolívar 88 - Rodríguez 18                |
| 13 kwietnia 2000 | Envigado - Deportivo Cali 0:0                                                             |

### Kolejka 11
| Data             | Mecz                                                                                            |
| ---------------- | ----------------------------------------------------------------------------------------------- |
| 16 kwietnia 2000 | Millonarios FC - Quindío Armenia 2:1 Castro 11, Rivera 64 - Palacio 70k                         |
| 16 kwietnia 2000 | Deportivo Cali - América Cali 0:1 Salazar 25                                                    |
| 16 kwietnia 2000 | Independiente Medellín - Envigado 1:1 Serna 35 - Cortés 30                                      |
| 16 kwietnia 2000 | Tolima Ibagué - Deportivo Pasto 5:2 Arrieta 50, 52, 62, Charria 67, Caicedo 90 - Bolívar 43, 48 |
| 16 kwietnia 2000 | Caldas - Atlético Nacional 2:1 Galván 35, 37k - Morantes 31                                     |
| 16 kwietnia 2000 | Atlético Bucaramanga - Independiente Santa Fe 0:1 Preciado 79                                   |
| 16 kwietnia 2000 | Real Cartagena - Atlético Huila 1:0 Gómez 5                                                     |
| 16 kwietnia 2000 | Deportivo Tuluá - Atlético Junior 1:2 Vásquez 3 - Cano 45, Restrepo 74                          |

### Kolejka 12
| Data             | Mecz |
| ---------------- | --- |
| 22 kwietnia 2000 | Envigado - Real Cartagena 1:0 Molina 13                                                                  |
| 23 kwietnia 2000 | Atlético Huila - Millonarios FC 2:1 Mendoza 65, Alvarez 68 - Rivera 50                                   |
| 23 kwietnia 2000 | Independiente Santa Fe - Deportivo Tuluá 3:3 Reino 3, Mafla 79, Preciado 92 - Hurtado 34, 89, Vásquez 51 |
| 23 kwietnia 2000 | América Cali - Independiente Medellín 3:1 Moreno 20, Quintana 63, Pérez 77 - Montoya 45                  |
| 23 kwietnia 2000 | Atlético Junior - Tolima Ibagué 3:1 Cano 17, Mosquera 68, Palacio 73 - Caicedo 62                        |
| 23 kwietnia 2000 | Deportivo Pasto - Caldas 0:2 Asprilla 9, Galván 55                                                       |
| 23 kwietnia 2000 | Quindío Armenia - Atlético Bucaramanga 2:1 Palacio 75k, 79 - Mafla 4                                     |
| 23 kwietnia 2000 | Atlético Nacional - Deportivo Cali 2:2 Moreno 47, Agudelo 78 - Rivas 26, Castillo 68                     |

### Kolejka 13
| Data             | Mecz |
| ---------------- | --- |
| 30 kwietnia 2000 | Millonarios FC - Envigado 2:2 Rivera 32, 60k - Cortes 1, Vásquez 24                                                                        |
| 30 kwietnia 2000 | Tolima Ibagué - Independiente Santa Fe 1:0 Arrieta 41                                                                                      |
| 30 kwietnia 2000 | Caldas - Atlético Junior 2:1 Foronda 38, Valentierra 68 - Arriaga 66                                                                       |
| 30 kwietnia 2000 | Atlético Bucaramanga - Deportivo Tuluá 2:1 H Vásquez 79, Núñez 87 - W Vásquez 42                                                           |
| 30 kwietnia 2000 | Quindío Armenia - Atlético Huila 1:1 Mesa 86 - Redín 17                                                                                    |
| 30 kwietnia 2000 | Deportivo Cali - Deportivo Pasto 3:2 Castillo 32, 50, Dudamel 43k - Vidal 53k, Patiño 54                                                   |
| 30 kwietnia 2000 | Real Cartagena - América Cali 1:1 Viáfara 45 - Pérez 58                                                                                    |
| 30 kwietnia 2000 | Independiente Medellín - Atlético Nacional 3:4 Gutiérrez 8, Valenciano 68, Murillo 93 - Aristizábal 23, A Palacios 29, Muñoz 57, Moreno 75 |

### Kolejka 14
| Data        | Mecz                                                                                   |
| ----------- | -------------------------------------------------------------------------------------- |
| 6 maja 2000 | Envigado - Quindío Armenia 4:1 Cortés 9, 59, Vásquez 43, Leal 72 - Cabrera 18          |
| 6 maja 2000 | América Cali - Millonarios FC 1:1 Pérez 67k - Castro 45                                |
| 7 maja 2000 | Atlético Huila - Atlético Bucaramanga 1:0 Da Silva 10                                  |
| 7 maja 2000 | Atlético Nacional - Real Cartagena 2:0 Muñoz 27, Aristizábal 45                        |
| 7 maja 2000 | Deportivo Pasto - Independiente Medellín 2:0 Vidal 57, 93                              |
| 7 maja 2000 | Atlético Junior - Deportivo Cali 1:3 Marquinho 43 - Segura 24, Julio 74s, Echeverry 81 |
| 7 maja 2000 | Independiente Santa Fe - Once Caldas 1:0 Serrano 56                                    |
| 7 maja 2000 | Deportivo Tuluá - Tolima Ibagué 1:0 Hurtado 39                                         |

### Kolejka 15
| Data         | Mecz |
| ------------ | --- |
| 14 maja 2000 | Millonarios FC - Atlético Nacional 4:3 Castro 17, 78, Rivera 72k, Suárez 81 - Moreno 66, Agudelo 83, Cortés 84s |
| 14 maja 2000 | Deportivo Cali - Independiente Santa Fe 3:4 Bedoya 30, 60, Candelo 90k - Diaz 24, Matallana 41, 92, Ramírez 87  |
| 14 maja 2000 | Quindío Armenia - América Cali 0:3 Máziri 8, Castillo 22k, 88                                                   |
| 14 maja 2000 | Atlético Bucaramanga - Tolima Ibagué 1:0 Pizarro 90                                                             |
| 14 maja 2000 | Independiente Medellín - Atlético Junior 1:2 Valenciano 45 - Arriaga 1, Ballesteros 91                          |
| 14 maja 2000 | Caldas - Deportivo Tuluá 2:2 Daza 19, Valentierra 89 - Hernández 52, Ramos 93                                   |
| 14 maja 2000 | Atlético Huila - Envigado 3:1 Da Silva 11, 59, C Alvarez 46 - N Alvarez 91                                      |
| 14 maja 2000 | Real Cartagena - Deportivo Pasto 2:1 Banguero 25, Asprilla 40 - Asprilla 16s                                    |

### Kolejka 16
| Data            | Mecz                                                                                            |
| --------------- | ----------------------------------------------------------------------------------------------- |
| 20 maja 2000    | Envigado - Atlético Bucaramanga 3:0 Molina 48, Cortés 79, Rodríguez 89                          |
| 21 maja 2000    | Independiente Santa Fe - Independiente Medellín 3:1 Preciado 37, 72, 86 - Valenciano 12         |
| 21 maja 2000    | Tolima Ibagué - Caldas 1:0 Velásquez 63                                                         |
| 21 maja 2000    | Atlético Nacional - Quindío Armenia 3:0 Palacios 4, Aristizábal 41, Callejas 76                 |
| 21 maja 2000    | Deportivo Tuluá - Deportivo Cali 2:2 Rodríguez 33, Vásquez 44 - Dudamel 8k, López 42            |
| 21 maja 2000    | Atlético Junior - Real Cartagena 1:1 Herrera 54 - Quiñónez 22                                   |
| 21 maja 2000    | América Cali - Atlético Huila 6:0 Castillo 12, 50, Salazar 42, Maturana 58 pen, 68, Quintana 81 |
| 21 czerwca 2000 | Deportivo Pasto - Millonarios FC 2:2 Vidal 27, Moncayo 88 - Mosquera 22, Fernández 80           |

### Kolejka 17
| Data            | Mecz |
| --------------- | --- |
| 28 maja 2000    | Deportivo Cali - Tolima Ibagué 5:2 Segura 35, Dudamel 40k, Salazar 74, Hernández 76, Castillo 93 - Arrieta 50, Becerra 91 |
| 28 maja 2000    | Real Cartagena - Independiente Santa Fe 2:0 Higuita 70k, Murillo 80                                                       |
| 28 maja 2000    | Atlético Huila - Atlético Nacional 2:2 Redín 72, Da Silva 79 - Aristizábal 33, 81                                         |
| 31 maja 2000    | Quindío Armenia - Deportivo Pasto 4:2 Hernández 18, Cabrera 21, Mesa 47, Rentería 88 - Siciliano 7, 51                    |
| 31 maja 2000    | Atlético Bucaramanga - Caldas 1:1 Paz 94 - Galván 35                                                                      |
| 31 maja 2000    | Millonarios FC - Atlético Junior 2:0 Cruz 57, Castro 74                                                                   |
| 31 maja 2000    | Envigado - América Cali 1:3 Molina 58k - Castillo 6, Maturana 35k, Viviescas 62                                           |
| 14 czerwca 2000 | Independiente Medellín - Deportivo Tuluá 0:1 Vásquez 28                                                                   |

### Kolejka 18
| Data           | Mecz                                                                               |
| -------------- | ---------------------------------------------------------------------------------- |
| 7 czerwca 2000 | América Cali - Atlético Bucaramanga 1:0 [Salazar 82]                               |
| 7 czerwca 2000 | Atlético Nacional - Envigado 1:3 Palacios 79 - Molina 33 pen, Vásquez 52, 84       |
| 7 czerwca 2000 | Deportivo Pasto - Atlético Huila 2:2 Ciciliano 11, 42 - Alvarez 49, Da Silva 82    |
| 7 czerwca 2000 | Atlético Junior - Quindío Armenia 2:1 Cardozo 27, Ballesteros 69 - Cabrera 31      |
| 7 czerwca 2000 | Deportivo Tuluá - Real Cartagena 2:0 [Muñoz 18, Vásquez 62]                        |
| 7 czerwca 2000 | Tolima Ibagué - Independiente Medellín 1:3 Cambindo 61 - Murillo 3, 49, Pacheco 84 |
| 7 czerwca 2000 | Once Caldas - Deportivo Cali 0:0                                                   |
| 8 czerwca 2000 | Independiente Santa Fe Bogota - Millonarios FC 0:0                                 |

### Kolejka 19
| Data            | Mecz                                                                                         |
| --------------- | -------------------------------------------------------------------------------------------- |
| 10 czerwca 2000 | Envigado - Deportivo Pasto 3:1 Vallejo 6, Vásquez 46, 73 - Patiño 68                         |
| 11 czerwca 2000 | Quindío Armenia - Independiente Santa Fe 3:1 Palacio 11, Flavient 62, Rentería 71 - Mafla 63 |
| 11 czerwca 2000 | América Cali - Atlético Nacional 0:1 Moreno 30                                               |
| 11 czerwca 2000 | Millonarios FC - Deportivo Tuluá 3:1 Ramos 10s, Castro 48, 71 - Muñoz 35                     |
| 11 czerwca 2000 | Atlético Bucaramanga - Deportivo Cali 1:2 Vásquez 14 - Barragán 15, Castillo 79              |
| 11 czerwca 2000 | Atlético Huila - Atlético Junior 2:1 Redín 14, Alvarez 56 - Cardozo 76                       |
| 11 czerwca 2000 | Real Cartagena - Tolima Ibagué 2:0 Vanguero 83, Vilarete 89                                  |
| 11 czerwca 2000 | Independiente Medellín - Once Caldas 1:1 Murillo 29 - Galván 11                              |

### Kolejka 20
| Data            | Mecz                                                                                      |
| --------------- | ----------------------------------------------------------------------------------------- |
| 18 czerwca 2000 | Tolima Ibagué - Millonarios FC 1:1 Da Silva 67 - Toro 58                                  |
| 18 czerwca 2000 | Independiente Santa Fe - Atlético Huila 0:0                                               |
| 18 czerwca 2000 | Caldas - Real Cartagena 1:1 Salcedo 63 - Arias 47                                         |
| 18 czerwca 2000 | Deportivo Pasto - América Cali 1:5 Vidal 88 - Castillo 3, 52, Ferreira 25, 89, Salazar 33 |
| 18 czerwca 2000 | Atlético Nacional - Atlético Bucaramanga 3:0 Moreno 9, Agudelo 83, Fajardo 86s            |
| 18 czerwca 2000 | Deportivo Cali - Independiente Medellín 1:2 Arce 54 - Murillo 76, Cortés 87               |
| 18 czerwca 2000 | Deportivo Tuluá - Quindío Armenia 1:0 Rodríguez 20k                                       |
| 18 czerwca 2000 | Atlético Junior - Envigado 2:0 Ballesteros 16, Marquinho 32                               |

### Kolejka 21
| Data            | Mecz                                                                                            |
| --------------- | ----------------------------------------------------------------------------------------------- |
| 25 czerwca 2000 | Millonarios FC - Caldas 1:1 Fernández 33 - Asprilla 25                                          |
| 25 czerwca 2000 | Envigado - Independiente Santa Fe 0:2 Preciado 72, 84                                           |
| 25 czerwca 2000 | Real Cartagena - Deportivo Cali 0:1 Hernández 90                                                |
| 25 czerwca 2000 | América Cali - Atlético Junior 1:1 Oviedo 38 - Ballesteros 46                                   |
| 25 czerwca 2000 | Atlético Nacional - Deportivo Pasto 1:2 Aristizábal 18 - Patiño 30, 54                          |
| 25 czerwca 2000 | Atlético Huila - Deportivo Tuluá 0:1 Vásquez 53                                                 |
| 25 czerwca 2000 | Atlético Bucaramanga - Independiente Medellín 2:2 Rivera 25, Núñez 78 - Burgues 21s, Murillo 52 |
| 5 lipca 2000    | Quindío Armenia - Tolima Ibagué 1:3 Flavien 25 - Dinas 34, 88, Orrego 59                        |

### Kolejka 22
| Data         | Mecz                                                                                            |
| ------------ | ----------------------------------------------------------------------------------------------- |
| 1 lipca 2000 | Deportivo Tuluá - Envigado 1:1 Rodríguez 52 - Vásquez 51                                        |
| 1 lipca 2000 | Atlético Junior - Atlético Nacional 1:0 Ballesteros 51                                          |
| 2 lipca 2000 | Independiente Santa Fe - América Cali 4:1 Diaz 8, Preciado 53, 75, Mafla 86k - Moreno 82k       |
| 2 lipca 2000 | Deportivo Cali - Millonarios FC 1:0 Echeverry 38                                                |
| 2 lipca 2000 | Deportivo Pasto - Atlético Bucaramanga 0:0                                                      |
| 2 lipca 2000 | Tolima Ibagué - Atlético Huila 1:0 Arrieta 67                                                   |
| 2 lipca 2000 | Caldas - Quindío Armenia 1:1 Velásquez 88 - Cuesta 1                                            |
| 2 lipca 2000 | Independiente Medellín - Real Cartagena 2:2 Pacheco 30, Restrepo 67 - Quiñonez 13, Asprilla 70k |

### Tabela końcowa turnieju Mustang I 2000
| Poz | Klub                   | Mecze | Zw | Rem | Por | Pkt | BrZd | BrStr |
| --- | ---------------------- | ----- | -- | --- | --- | --- | ---- | ----- |
| 1   | Deportivo Cali         | 22    | 11 | 7   | 4   | 40  | 36   | 22    |
| 2   | América Cali           | 22    | 11 | 5   | 6   | 38  | 42   | 22    |
| 3   | Tolima Ibagué          | 22    | 11 | 3   | 8   | 36  | 36   | 29    |
| 4   | Millonarios FC         | 22    | 8  | 9   | 5   | 33  | 32   | 27    |
| 5   | Atlético Nacional      | 22    | 9  | 5   | 8   | 32  | 35   | 29    |
| 6   | Atlético Junior        | 22    | 9  | 5   | 8   | 32  | 33   | 27    |
| 7   | Deportivo Tuluá        | 22    | 9  | 5   | 8   | 32  | 30   | 31    |
| 8   | Envigado               | 22    | 8  | 8   | 6   | 32  | 30   | 25    |
| 9   | Independiente Santa Fe | 22    | 8  | 7   | 7   | 31  | 32   | 30    |
| 10  | Real Cartagena         | 22    | 7  | 6   | 9   | 27  | 21   | 23    |
| 11  | Atlético Huila         | 22    | 6  | 9   | 7   | 27  | 21   | 27    |
| 12  | Once Caldas            | 22    | 6  | 9   | 7   | 27  | 24   | 31    |
| 13  | Independiente Medellín | 22    | 6  | 8   | 8   | 26  | 28   | 34    |
| 14  | Deportivo Pasto        | 22    | 6  | 4   | 12  | 22  | 27   | 44    |
| 15  | Atlético Bucaramanga   | 22    | 5  | 6   | 11  | 21  | 16   | 28    |
| 16  | Quindío Armenia        | 22    | 5  | 6   | 11  | 21  | 24   | 38    |

Klub Deportivo Cali zapewnił sobie udział w turnieju Copa Libertadores 2001.

### Klasyfikacja strzelców bramek turnieju Mustang I 2000
| Gole | Piłkarz              | Klub                   |
| ---- | -------------------- | ---------------------- |
| 15   | Carlos Castro        | Millonarios FC         |
| 14   | Leider Preciado      | Independiente Santa Fe |
| 11   | Iván René Valenciano | Independiente Medellín |
| 11   | Victor Aristizábal   | Atlético Nacional      |
| 10   | Jorge Vidal          | Deportivo Pasto        |
| 10   | Julián Vásquez       | Envigado               |
| 10   | Rogeiro Da Silva     | Quindío Armenia        |
| 10   | Hugo Arrieta         | Tolima Ibagué          |
| 10   | Milton Rodríguez     | Deportivo Tuluá        |
| 10   | William Vásquez      | Deportivo Tuluá        |
| 8    | Nestor Salazar       | Deportivo Tuluá        |
| 8    | Sergio Galván        | Once Caldas            |

## Torneo Mustang II 2000

### Kolejka 1
| Data         | Mecz                                                                                               |
| ------------ | -------------------------------------------------------------------------------------------------- |
| 9 lipca 2000 | Millonarios FC - Atlético Bucaramanga 1:1 Jaramillo 32 - Guirán 78                                 |
| 9 lipca 2000 | Real Cartagena - Independiente Medellín 2:1 Marulanda 54, Valencia 79 - Murillo 91                 |
| 9 lipca 2000 | Deportivo Pasto - Quindío Armenia 1:2 Cantillo 86 - Ciciliano 62, 74                               |
| 9 lipca 2000 | Once Caldas - América Cali 0:1 Enciso 82                                                           |
| 9 lipca 2000 | Tolima Ibagué - Independiente Santa Fe 2:3 Orrego 60, Patińo 81 - Mafla 34, Díaz 72, Matallana 76  |
| 9 lipca 2000 | Deportivo Tuluá - Atlético Junior 1:1 Hurtado 51 - Amara 89                                        |
| 9 lipca 2000 | Deportivo Cali - Envigado 1:1 Segura 59 - Vásquez 83                                               |
| 9 lipca 2000 | Atlético Nacional - Atlético Huila 4:1 Muńoz 20, Ocampo 32, Martínez 62, Aristizábal 80 - Rojas 22 |

### Kolejka 2
| Data          | Mecz                                                                            |
| ------------- | ------------------------------------------------------------------------------- |
| 20 lipca 2000 | Independiente Santa Fe - Deportivo Cali 2:1 Villegas 47, Moreno 63 - Córdoba 77 |
| 21 lipca 2000 | Envigado - Deportivo Pasto 1:0 Vallejo 62                                       |
| 22 lipca 2000 | Atlético Huila - Millonarios FC 0:0                                             |
| 22 lipca 2000 | América Cali - Atlético Nacional 1:0 Romero 32                                  |
| 22 lipca 2000 | Atlético Junior - Caldas 2:0 Marquinho 59, 68k                                  |
| 22 lipca 2000 | Independiente Medellín - Tolima Ibagué 2:1 Murillo 47, Calle 53 - Da Silva 28   |
| 22 lipca 2000 | Atlético Bucaramanga - Deportivo Tuluá 1:1 Galarcio 70 - Hurtado 11             |
| 22 lipca 2000 | Quindío Armenia - Real Cartagena 1:0 Torres 10                                  |

### Kolejka 3
| Data          | Mecz                                                                                   |
| ------------- | -------------------------------------------------------------------------------------- |
| 30 lipca 2000 | Millonarios FC - América Cali 1:1 Chitiva 10 - J González 16                           |
| 30 lipca 2000 | Deportivo Pasto - Independiente Santa Fe 1:0 Rubio Gallo 46                            |
| 30 lipca 2000 | Deportivo Cali - Tolima Ibagué 0:4 Arrieta 11, Becerra 57, 77, Patińo 75               |
| 30 lipca 2000 | Real Cartagena - Envigado 3:2 Arias 7, García 61, Ramírez 93 - Trujillo 12, Vallejo 26 |
| 30 lipca 2000 | Atlético Nacional - Atlético Junior 0:0                                                |
| 30 lipca 2000 | Caldas - Deportivo Tuluá 4:0 Galván 45, 84, Vilarete 57, Moreno 87                     |
| 30 lipca 2000 | Quindío Armenia - Independiente Medellín 3:1 Torres 28, 42, Ciciliano 36 - Vidal 49k   |
| 30 lipca 2000 | Atlético Huila - Atlético Bucaramanga 3:1 Gallo 64, Alvarez 78, Mosquera 94 - Rivas 91 |

### Kolejka 4
| Data            | Mecz                                                                                            |
| --------------- | ----------------------------------------------------------------------------------------------- |
| 27 lipca 2000   | Deportivo Tuluá - Atlético Nacional 3:2 Vásquez 3, Muńoz 37, Molina 82 - Salcedo 21, Moreno 63  |
| 2 sierpnia 2000 | Atlético Bucaramanga - Once Caldas 0:0                                                          |
| 2 sierpnia 2000 | Independiente Medellín - Deportivo Cali 1:0 Asprilla 91s                                        |
| 2 sierpnia 2000 | Tolima Ibagué - Deportivo Pasto 1:0 Voyao 81                                                    |
| 2 sierpnia 2000 | Atlético Junior - Millonarios FC 5:0 Ballesteros 10, 58, Da Silva 44, Marquinho 69, Palacios 74 |
| 2 sierpnia 2000 | Santa Fé - Real Cartagena 0:0                                                                   |
| 2 sierpnia 2000 | América Cali - Atlético Huila 2:0 Ferreira 59, Mafla 72                                         |
| 2 sierpnia 2000 | Envigado - Quindío Armenia 1:1 Trujillo 51 - Ciciliano 9                                        |

### Kolejka 5
| Data            | Mecz                                                                                               |
| --------------- | -------------------------------------------------------------------------------------------------- |
| 6 sierpnia 2000 | Millonarios FC - Deportivo Tuluá 2:0 Jaramillo 7, Pérez 30k                                        |
| 6 sierpnia 2000 | Quindío Armenia - Independiente Santa Fe 1:2 Cabrera 22 - Moreno 6, Mafla 67                       |
| 6 sierpnia 2000 | Real Cartagena - Tolima Ibagué 0:0                                                                 |
| 6 sierpnia 2000 | Atlético Huila - Atlético Junior 3:2 Gallo 15, Torres 81k, Mosquera 91 - Ballesteros 17, Rojano 93 |
| 6 sierpnia 2000 | Deportivo Pasto - Deportivo Cali 0:0                                                               |
| 6 sierpnia 2000 | América Cali - Atlético Bucaramanga 0:1 Valenciano 22                                              |
| 6 sierpnia 2000 | Envigado - Independiente Medellín 1:3 Vásquez 45k - Murillo 10, 25, Carvajal 38                    |
| 6 sierpnia 2000 | Atlético Nacional - Caldas 1:1 Muńoz 68 - Moreno 20                                                |

### Kolejka 6
| Data             | Mecz                                                                                               |
| ---------------- | -------------------------------------------------------------------------------------------------- |
| 13 sierpnia 2000 | Independiente Santa Fe - Envigado 0:1 Molina 35                                                    |
| 13 sierpnia 2000 | Deportivo Cali - Real Cartagena 1:1 Arias 9 - Salazar 89                                           |
| 13 sierpnia 2000 | Atlético Nacional - Atlético Bucaramanga 0:1 Valenciano 27                                         |
| 13 sierpnia 2000 | Once Caldas - Millonarios FC 2:3 Hernández 34, Valentierra 63 - W Pérez 14k, Suárez 38, Chitiva 67 |
| 13 sierpnia 2000 | Júnior - América Cali 1:3 Palacio 66 - Pérez 13, Salazar 29, 59                                    |
| 13 sierpnia 2000 | Deportivo Tuluá - Atlético Huila 3:2 Martínez 16, E Ortíz 70, Muńoz 95k - Gallo 47, Torres 93k     |
| 13 sierpnia 2000 | Tolima Ibagué - Quindío Armenia 2:1 Viáfara 24, Charria 86 - Torres 30                             |
| 13 sierpnia 2000 | Deportivo Pasto - Independiente Medellín 1:1 Salazar 42 - Murillo 86                               |

### Kolejka 7
| Data             | Mecz                                                                                                   |
| ---------------- | --- |
| 19 sierpnia 2000 | América Cali - Deportivo Tuluá 3:1 Asprilla 68, Pérez 59, Enciso 91 - Muńoz 50k                        |
| 19 sierpnia 2000 | Envigado - Tolima Ibagué 2:0 Molina 44, Vásquez 49                                                     |
| 20 sierpnia 2000 | Millonarios FC - Atlético Nacional 0:1 Muńoz 73                                                        |
| 20 sierpnia 2000 | Independiente Medellín - Independiente Santa Fe 0:1 Ramírez 54                                         |
| 20 sierpnia 2000 | Atlético Bucaramanga - Júnior 2:3 Núńez 27, 42 - Aguilar 5, Ballesteros 18, Núńez 26                   |
| 20 sierpnia 2000 | Real Cartagena - Deportivo Pasto 2:2 Cabańas 77, 85 - Salazar 3, G Díaz 90                             |
| 20 sierpnia 2000 | Quindío Armenia - Deportivo Cali 3:2 Ciciliano 66k, Mosquera 75s, Victoria 89 - Córdoba 62, Dudamel 88 |
| 20 sierpnia 2000 | Atlético Huila - Caldas 0:2 Vilarete 22, Soto 93                                                       |

### Kolejka 8
| Data             | Mecz                                                                                           |
| ---------------- | ---------------------------------------------------------------------------------------------- |
| 24 sierpnia 2000 | Independiente Santa Fe - Atlético Nacional 1:0 Mafla 24                                        |
| 24 sierpnia 2000 | Independiente Medellín - Millonarios FC 1:1 Catańo 1 - Jaramillo 66                            |
| 24 sierpnia 2000 | Júnior - Deportivo Pasto 3:1 Ballesteros 21, 74, Palacios 83 - Rubio 77                        |
| 24 sierpnia 2000 | Deportivo Cali - Quindío Armenia 4:1 Quintana 26, Córdoba 36, 62, Rodríguez 83 - Ciciliano 24k |
| 24 sierpnia 2000 | Deportivo Tuluá - América Cali 1:1 Martínez 64 - Gutiérrez 45k                                 |
| 24 sierpnia 2000 | Tolima Ibagué - Envigado 3:1 Arrieta 28, 62, Viáfara 52 - Cortés 77                            |
| 24 sierpnia 2000 | Atlético Bucaramanga - Real Cartagena 1:2 Rivera 44 - Bermejo 23, Higuita 52k                  |
| 24 sierpnia 2000 | Caldas - Atlético Huila 2:1 Galván 59, Moreno 88 - Suárez 13                                   |

### Kolejka 9
| Data             | Mecz                                                                                   |
| ---------------- | -------------------------------------------------------------------------------------- |
| 27 sierpnia 2000 | Millonarios FC - Real Cartagena 0:0                                                    |
| 27 sierpnia 2000 | Atlético Nacional - Deportivo Tuluá 3:1 Muńoz 4, Grisales 12, Agudelo 74 - Caicedo 61  |
| 27 sierpnia 2000 | Deportivo Pasto - Independiente Santa Fe 0:0                                           |
| 27 sierpnia 2000 | Júnior - Atlético Bucaramanga 1:0 Alcázar 92                                           |
| 27 sierpnia 2000 | América Cali - Tolima Ibagué 3:2 Salazar 8, Ferreira 43, Betancourt 68 - Patińo 55, 74 |
| 27 sierpnia 2000 | Envigado - Caldas 0:0                                                                  |
| 27 sierpnia 2000 | Atlético Huila - Deportivo Cali 2:0 Gallo 15, Chará 24                                 |
| 27 sierpnia 2000 | Quindío Armenia - Independiente Medellín 2:0 Flavién 29, Ciciliano 50                  |

### Kolejka 10
| Data            | Mecz                                                                                          |
| --------------- | --------------------------------------------------------------------------------------------- |
| 3 września 2000 | Real Cartagena - Quindío Armenia 1:0 Bermejo 29                                               |
| 6 września 2000 | Atlético Bucaramanga - Millonarios FC 1:1 Valenciano 33 - Cruz 36                             |
| 6 września 2000 | Independiente Medellín - Atlético Huila 1:2 Ortíz 55 - Suárez 24, Gallo 39                    |
| 6 września 2000 | Once Caldas - América Cali 0:1 Pérez 72                                                       |
| 6 września 2000 | Tolima Ibagué - Atlético Nacional 0:0                                                         |
| 6 września 2000 | Deportivo Tuluá - Deportivo Pasto 1:4 Ortiz 24 - Díaz 10, Mendoza 69, Patińo 83, Rebolledo 94 |
| 6 września 2000 | Deportivo Cali - Envigado 2:3 Mina 74, Rodríguez 77 - Vásquez 57, 86, Molina 90               |
| 6 września 2000 | Independiente Santa Fe - Júnior 0:0                                                           |

### Kolejka 11
| Data             | Mecz |
| ---------------- | --- |
| 10 września 2000 | Quindío Armenia - Millonarios FC 0:3 Cruz 65, Chitiva 81, Millán 89                                      |
| 10 września 2000 | Independiente Santa Fe - Atlético Bucaramanga 5:1 García 14, 32, Mafla 61k, 82, López 84 - Valenciano 20 |
| 10 września 2000 | Atlético Nacional - Caldas 0:3 Velásquez 34, 82, Galván 42                                               |
| 10 września 2000 | Atlético Huila - Real Cartagena 2:1 Gallo 36, 75 - Banguero 46                                           |
| 10 września 2000 | América Cali - Deportivo Cali 1:1 Mina 71 - Gutiérrez 91                                                 |
| 10 września 2000 | Envigado - Independiente Medellín 2:1 Cortés 43, 58 - Castillo 67                                        |
| 10 września 2000 | Júnior - Deportivo Tuluá 2:2 Marquinho 20, Herrera 88 - Vásquez 39, Victoria 92                          |
| 27 września 2000 | Deportivo Pasto - Tolima Ibagué 1:1 Becerra 5 - Jairo Patińo 66                                          |

### Kolejka 12
| Data                | Mecz |
| ------------------- | --- |
| 14 września 2000    | Atlético Bucaramanga - Quindío Armenia 1:1 Nuńez 28 - Mesa 58                                           |
| 14 września 2000    | Millonarios FC - Atlético Huila 4:0 Guerra 21, Cruz 59, Castro 69, 71                                   |
| 14 września 2000    | Real Cartagena - Envigado 2:2 Bermejo 20, Banguero 40 - Cortés 31, Molina 35                            |
| 14 września 2000    | Once Caldas - Deportivo Pasto 3:1 Galván 47, 66, Rodas 55 - Gómez 78                                    |
| 14 września 2000    | Tolima Ibagué - Atlético Junior 2:3 Dinas 10, Orrego 29 - Herrera 55, 71, Marquinho 58                  |
| 14 września 2000    | Deportivo Tuluá - Santa Fé 2:0 Victoria 82, Ortíz 86                                                    |
| 27 września 2000    | Deportivo Cali - Atlético Nacional 4:2 Hernández 4, Dudamel 14k, 57pen, Mina 47 - Agudelo 56, Moreno 68 |
| 5 października 2000 | Independiente Medellín - América Cali 1:1 Vásquez 39 - Hurtado 12                                       |

### Kolejka 13
| Data             | Mecz                                                                      |
| ---------------- | ------------------------------------------------------------------------- |
| 16 września 2000 | América Cali - Real Cartagena 2:1 González 24, Salazar 86 - Quińonez 26   |
| 17 września 2000 | Envigado - Millonarios FC 0:2 Jaramillo 88, Guerra 94                     |
| 17 września 2000 | Independiente Santa Fe - Tolima Ibagué 2:1 Díaz 42, Mafla 55k - Dinas 34  |
| 17 września 2000 | Deportivo Pasto - Deportivo Cali 1:2 Rubio 53 - Quintana 54, Hernández 87 |
| 17 września 2000 | Júnior - Caldas 3:1 Marquinho 13, 72, Herrera 77 - Valentierra 12         |
| 17 września 2000 | Deportivo Tuluá - Atlético Bucaramanga 0:1 Pizarro 71                     |
| 17 września 2000 | Atlético Huila - Quindío Armenia 1:0 Suárez 71                            |
| 17 września 2000 | Atlético Nacional - Independiente Medellín 1:2 Agudelo 30 - Vidal 40, 87k |

### Kolejka 14
| Data             | Mecz |
| ---------------- | --- |
| 24 września 2000 | Millonarios FC - América Cali 3:2 Castro 12, Millán 74, Pérez 82 - Asprilla 5, Ferreira 27                   |
| 24 września 2000 | Once Caldas - Independiente Santa Fe 0:1 García 45                                                           |
| 24 września 2000 | Deportivo Cali - Júnior 2:2 Mina 39, Quintana 53 - Herrera 64, 86                                            |
| 24 września 2000 | Independiente Medellín - Deportivo Pasto 1:1 Castro 51 - Serna 79                                            |
| 24 września 2000 | Quindío Armenia - Envigado 4:3 Barreneche 23k, Ayala 31, Mesa 42, Roa 81s - Molina 21, Vásquez 73, Cortés 80 |
| 24 września 2000 | Real Cartagena - Atlético Nacional 1:2 Perea 5 - Muńoz 20, Palacios 25                                       |
| 24 września 2000 | Tolima Ibagué - Deportivo Tuluá 1:0 Arrieta 79k                                                              |
| 27 września 2000 | Atlético Bucaramanga - Atlético Huila 3:2 Núńez 18, 79, Valenciano 48 - Gallo 24, Rojas 32                   |

### Kolejka 15
| Data                | Mecz                                                                                           |
| ------------------- | ---------------------------------------------------------------------------------------------- |
| 30 września 2000    | Envigado - Atlético Huila 2:0 Vásquez 1, Vallejo 34                                            |
| 30 września 2000    | Deportivo Tuluá - Once Caldas 1:3 Vásquez 12 - Galván 38, 94, Valentierra 84                   |
| 1 października 2000 | Independiente Santa Fe - Deportivo Cali 2:1 García 13, 56 - Salazar 50                         |
| 1 października 2000 | Tolima Ibagué - Atlético Bucaramanga 1:0 Arrieta 72k                                           |
| 1 października 2000 | Júnior - Independiente Medellín 1:0 Alcázar 45                                                 |
| 1 października 2000 | Atlético Nacional - Millonarios FC 3:2 Flórez 15, Díaz 17, Agudelo 81 - Martínez 48, Castro 62 |
| 1 października 2000 | América Cali - Quindío Armenia 3:1 Virviescas 50, González 53, Hurtado 58 - Flavié 81          |
| 1 października 2000 | Deportivo Pasto - Real Cartagena 2:0 Díaz 10, Oliveros 48s                                     |

### Kolejka 16
| Data                 | Mecz                                                                                              |
| -------------------- | ------------------------------------------------------------------------------------------------- |
| 7 października 2000  | Real Cartagena - Júnior 0:2 Alcázar 55, Palacios 65                                               |
| 11 października 2000 | Atlético Huila - América Cali 2:3 Gallo 29, Rojas 77 - Hurtado 9, Gonzalez 42, 84                 |
| 11 października 2000 | Quindío Armenia - Atlético Nacional 2:2 Garrone 23, Mesa 66 - Aristizábal 3, Mackenzie 84         |
| 11 października 2000 | Millonarios FC - Deportivo Pasto 2:1 Cruz 48, Chitiva 56 - Patińo 5                               |
| 11 października 2000 | Independiente Medellín - Independiente Santa Fe 1:3 Arango 48 - García 35, Orozco 52s, Serrano 76 |
| 11 października 2000 | Atlético Bucaramanga - Envigado 3:1 Ospina 38, Pizarro 58, Cuadros 86 - Casquete 64s              |
| 11 października 2000 | Once Caldas - Tolima Ibagué 1:0 Galván 29                                                         |
| 11 października 2000 | Deportivo Cali - Deportivo Tuluá 2:2 Rivera 24, Segura 58 - Victoria 74k, Hurtado 81              |

### Kolejka 17
| Data                 | Mecz                                                                                                  |
| -------------------- | --- |
| 15 października 2000 | Júnior - Millonarios FC 1:1 Espańa 86 - Castro 8                                                      |
| 15 października 2000 | Independiente Santa Fe - Real Cartagena 1:0 Matallana 4k                                              |
| 15 października 2000 | Once Caldas - Atlético Bucaramanga 0:0                                                                |
| 15 października 2000 | Tolima Ibagué - Deportivo Cali 3:0 Dinas 11, Velásquez 51, Patińo 91                                  |
| 15 października 2000 | Deportivo Tuluá - Independiente Medellín 2:2 Victoria 45k, González 86 - Restrepo 9, Serna 62         |
| 15 października 2000 | Deportivo Pasto - Quindío Armenia 3:1 Gómez 14k, Rebolledo 78, Patińo 93k - Ciciliano 26              |
| 15 października 2000 | Atlético Nacional - Atlético Huila 3:2 Mackenzie 39k, Moreno 57, González 92 - Alvarez 15, Torres 21k |
| 15 października 2000 | América Cali - Envigado 3:2 Asprilla 47, Salazar 61, Roa 75s - Molina 41, Vásquez 90                  |

### Kolejka 18
| Data                 | Mecz                                                                                                |
| -------------------- | --------------------------------------------------------------------------------------------------- |
| 22 października 2000 | Millonarios FC - Independiente Santa Fe 1:1 Jaramillo 49 - Upegui 55                                |
| 22 października 2000 | Deportivo Cali - Once Caldas 1:4 Segura 92 - Galván 6, 89, Soto 80, Valentierra 85                  |
| 22 października 2000 | Envigado - Atlético Nacional 0:2 Moreno 51, 93                                                      |
| 22 października 2000 | Atlético Bucaramanga - América Cali 0:2 Salazar 12, Ferreira 25                                     |
| 22 października 2000 | Independiente Medellín - Tolima Ibagué 3:1 Vásquez 26, Murillo 40, Vidal 91 - Velásquez 6           |
| 22 października 2000 | Real Cartagena - Deportivo Tuluá 3:2 Cabańas 27k, Arias 55, Marulanda 63 - Barahona 74, Victoria 95 |
| 22 października 2000 | Quindío Armenia - Júnior 1:1 Ciciliano 54k - Marquinho 18k                                          |
| 22 października 2000 | Atlético Huila - Deportivo Pasto 3:1 Alvarez 33, Gallo 74k, 85 - Gómez 82k                          |

### Kolejka 19
| Data                 | Mecz                                                                                    |
| -------------------- | --------------------------------------------------------------------------------------- |
| 31 października 2000 | Deportivo Pasto - Envigado 2:1 Hurtado 28, Salazar 56 - Vásquez 67                      |
| 31 października 2000 | Independiente Santa Fe - Quindío Armenia 3:0 García 73, Ambuila 80, 86                  |
| 31 października 2000 | Deportivo Cali - Atlético Bucaramanga 3:1 Hernández 22, Quintana 75, 81 - Valenciano 54 |
| 31 października 2000 | Júnior - Atlético Huila 2:0 Marquinho 24, Alcázar 45                                    |
| 31 października 2000 | Once Caldas - Independiente Medellín 0:0                                                |
| 31 października 2000 | Tolima Ibagué - Real Cartagena 1:0 Charria 89                                           |
| 31 października 2000 | Atlético Nacional - América Cali 0:2 Hurtado 18, González 86                            |
| 31 października 2000 | Deportivo Tuluá - Millonarios FC 0:0                                                    |

### Kolejka 20
| Data             | Mecz                                                                                              |
| ---------------- | ------------------------------------------------------------------------------------------------- |
| 5 listopada 2000 | Millonarios FC - Tolima Ibagué 3:0 Castro 43, 79, Chitiva 85                                      |
| 5 listopada 2000 | Quindío Armenia - Deportivo Tuluá 1:1 Moreno 40 - Victoria 88                                     |
| 5 listopada 2000 | Envigado - Júnior 2:1 Leal 25, Vásquez 36 - Arriaga 92                                            |
| 5 listopada 2000 | América Cali - Deportivo Pasto 1:1 Hurtado 56k - Salazar 84                                       |
| 5 listopada 2000 | Real Cartagena - Caldas 3:0 Villareal 5, Banguero 59, Benalcázar 86                               |
| 5 listopada 2000 | Independiente Medellín - Deportivo Cali 3:2 Serna 1 (22 sekunda), 23, 51 - Rivera 75, Quintana 83 |
| 5 listopada 2000 | Atlético Bucaramanga - Atlético Nacional 2:1 Galarcio 2, Valenciano 18 - Mackenzie 54             |
| 5 listopada 2000 | Atlético Huila - Independiente Santa Fe 3:1 Reyes 26, Alvarez 48, Caicedo 81 - Moreno 91          |

### Kolejka 21
| Data              | Mecz |
| ----------------- | --- |
| 17 listopada 2000 | Deportivo Pasto - Atlético Nacional 4:2 Hurtado 3, G.Díaz 25, Salazar 56, Mendoza 83 - Agudelo 13, Rentería 73 |
| 18 listopada 2000 | Deportivo Tuluá - Atlético Huila 0:0                                                                           |
| 19 listopada 2000 | Independiente Santa Fe - Envigado 4:2 Mafla 33, 65k, 70, Moreno 82 - Cassiani 23, Molina 56                    |
| 19 listopada 2000 | Once Caldas - Millonarios FC 3:0 Padilla 24, Galván 71, Moreno 90                                              |
| 19 listopada 2000 | Tolima Ibagué - Quindío Armenia 3:0 Dinas 51, Velásquez 54, Orrego 87                                          |
| 19 listopada 2000 | Atlético Junior - América Cali 0:0                                                                             |
| 19 listopada 2000 | Independiente Medellín - Atlético Bucaramanga 1:2 Murillo 2 - Valenciano 54, 85                                |
| 19 listopada 2000 | Deportivo Cali - Real Cartagena 2:1 Córdoba 36, Rodríguez 42 - Arias 89                                        |

### Kolejka 22
| Data              | Mecz                                                                                                  |
| ----------------- | --- |
| 25 listopada 2000 | Envigado - Deportivo Tuluá 1:1 Vásquez 9 - Terranova 13                                               |
| 26 listopada 2000 | Millonarios FC - Deportivo Cali 2:0 Castro 42, 71                                                     |
| 26 listopada 2000 | América Cali - Independiente Santa Fe 4:1 Betancourt 4, Hurtado 31k, Zapata 39, Salazar 47 - López 49 |
| 26 listopada 2000 | Real Cartagena - Independiente Medellín 0:2 Serna 49, Murillo 79                                      |
| 26 listopada 2000 | Atlético Huila - Tolima Ibagué 0:2 Velásquez 6, 66                                                    |
| 26 listopada 2000 | Atlético Nacional - Atlético Junior 2:1 Agudelo 33, 64 - Calle 5s                                     |
| 26 listopada 2000 | Atlético Bucaramanga - Deportivo Pasto 0:1 Patińo 4                                                   |
| 26 listopada 2000 | Quindío Armenia - Once Caldas 0:0                                                                     |

### Tabela końcowa turnieju Mustang II 2000
| Poz | Klub                   | Mecze | Zw | Rem | Por | Pkt | BrZd | BrStr |
| --- | ---------------------- | ----- | -- | --- | --- | --- | ---- | ----- |
| 1   | América Cali           | 22    | 14 | 6   | 2   | 48  | 40   | 20    |
| 2   | Independiente Santa Fe | 22    | 13 | 4   | 5   | 43  | 33   | 22    |
| 3   | Atlético Junior        | 22    | 10 | 8   | 4   | 38  | 37   | 23    |
| 4   | Millonarios FC         | 22    | 9  | 9   | 4   | 36  | 32   | 23    |
| 5   | Tolima Ibagué          | 22    | 10 | 3   | 9   | 33  | 31   | 25    |
| 6   | Once Caldas            | 22    | 9  | 6   | 7   | 33  | 29   | 19    |
| 7   | Atlético Nacional      | 22    | 8  | 4   | 10  | 28  | 31   | 34    |
| 8   | Deportivo Pasto        | 22    | 7  | 7   | 8   | 28  | 29   | 28    |
| 9   | Independiente Medellín | 22    | 7  | 6   | 9   | 27  | 28   | 30    |
| 10  | Atlético Bucaramanga   | 22    | 7  | 6   | 9   | 27  | 23   | 30    |
| 11  | Atlético Huila         | 22    | 8  | 2   | 12  | 26  | 29   | 39    |
| 12  | Envigado               | 22    | 7  | 5   | 10  | 26  | 31   | 38    |
| 13  | Real Cartagena         | 22    | 6  | 6   | 10  | 24  | 23   | 28    |
| 14  | Quindío Armenia        | 22    | 6  | 6   | 10  | 24  | 26   | 38    |
| 15  | Deportivo Cali         | 22    | 5  | 6   | 11  | 21  | 31   | 42    |
| 16  | Deportivo Tuluá        | 22    | 3  | 10  | 9   | 19  | 25   | 39    |

Klub América Cali zapewnił sobie udział w turnieju Copa Libertadores 2001.

### Klasyfikacja strzelców bramek turnieju Mustang II 2000
| Gole | Piłkarz                    | Klub                   |
| ---- | -------------------------- | ---------------------- |
| 12   | Sergio Galván              | Once Caldas            |
| 11   | Julián Vásquez             | Envigado               |
| 11   | Hugo Gallo                 | Atlético Huila         |
| 10   | Marcos Cardozo "Marquinho" | Atlético Junior        |
| 9    | Iván René Valenciano       | Atlético Bucaramanga   |
| 9    | Carlos Castro              | Millonarios FC         |
| 9    | Ricardo Ciciliano          | Quindío Armenia        |
| 9    | Edison Mafla               | Independiente Santa Fe |
| 8    | Gabriel García             | Independiente Santa Fe |
| 7    | Néstor Salazar             | América Cali           |
| 7    | Mauricio Molina            | Envigado               |
| 7    | Elkin Murillo              | Independiente Medellín |
| 7    | Jorge Agudelo              | Atlético Nacional      |

## Reclasificación 2000
Klasyfikacja całego sezonu ligi kolumbijskiej – łączny dorobek klubów w turniejach Mustang I i Mustang II.
| Poz | Klub                   | Mecze | Zw | Rem | Por | Pkt | BrZd | BrStr |
| --- | ---------------------- | ----- | -- | --- | --- | --- | ---- | ----- |
| 1   | América Cali           | 44    | 25 | 11  | 8   | 86  | 82   | 42    |
| 2   | Independiente Santa Fe | 44    | 21 | 11  | 12  | 74  | 65   | 52    |
| 3   | Atlético Junior        | 44    | 19 | 13  | 12  | 70  | 70   | 50    |
| 4   | Tolima Ibagué          | 44    | 21 | 6   | 17  | 69  | 67   | 54    |
| 5   | Millonarios FC         | 44    | 17 | 18  | 9   | 69  | 64   | 50    |
| 6   | Deportivo Cali         | 44    | 16 | 13  | 15  | 61  | 67   | 64    |
| 7   | Atlético Nacional      | 44    | 17 | 9   | 18  | 60  | 66   | 63    |
| 8   | Once Caldas            | 44    | 15 | 15  | 14  | 60  | 53   | 50    |
| 9   | Envigado               | 44    | 15 | 13  | 16  | 58  | 61   | 63    |
| 10  | Atlético Huila         | 44    | 14 | 11  | 19  | 53  | 50   | 66    |
| 11  | Independiente Medellín | 44    | 13 | 14  | 17  | 53  | 56   | 64    |
| 12  | Real Cartagena         | 44    | 13 | 12  | 19  | 51  | 44   | 51    |
| 13  | Deportivo Tuluá        | 44    | 12 | 15  | 17  | 51  | 55   | 70    |
| 14  | Deportivo Pasto        | 44    | 13 | 11  | 20  | 50  | 56   | 72    |
| 15  | Atlético Bucaramanga   | 44    | 12 | 12  | 20  | 48  | 39   | 58    |
| 16  | Quindío Armenia        | 44    | 11 | 12  | 21  | 45  | 50   | 76    |

## Cuadrangulares 2000

### Cuadrangulares 1
| Data              | Mecz                                                                         |
| ----------------- | ---------------------------------------------------------------------------- |
| 29 listopada 2000 | Independiente Santa Fe - Tolima Ibagué 2:1 López 55, Ambuila 66 - Becerra 35 |
| 29 listopada 2000 | América Cali - Atlético Junior 2:0 Salazar 88, 96                            |

### Cuadrangulares 2
| Data           | Mecz |
| -------------- | --- |
| 3 grudnia 2000 | Atlético Junior - Independiente Santa Fe 4:3 Ballesteros 11, 42, Restrepo 23, López 73s - Matallana 34, Ambuila 68, 82 |
| 3 grudnia 2000 | Tolima Ibagué - América Cali 1:0 Becerra 76                                                                            |

### Cuadrangulares 3
| Data           | Mecz                                                      |
| -------------- | --------------------------------------------------------- |
| 6 grudnia 2000 | Independiente Santa Fe - América Cali 1:0 Edison Mafla 45 |
| 6 grudnia 2000 | Atlético Junior - Tolima Ibagué 1:0 Ramirez 16            |

### Cuadrangulares 4
| Data            | Mecz                                                                                     |
| --------------- | ---------------------------------------------------------------------------------------- |
| 10 grudnia 2000 | América Cali - Independiente Santa Fe 3:1 Hurtado 13, González 42, Salazar 46 - Cuenú 24 |
| 10 grudnia 2000 | Tolima Ibagué - Atlético Junior 0:0                                                      |

### Cuadrangulares 5
| Data            | Mecz                                                                                   |
| --------------- | -------------------------------------------------------------------------------------- |
| 13 grudnia 2000 | Atlético Junior - América Cali 0:0                                                     |
| 13 grudnia 2000 | Tolima Ibagué - Independiente Santa Fe 3:1 Dinas 14, López 25s, Arrieta 59 - Moreno 64 |

### Cuadrangulares 6
| Data            | Mecz                                                                        |
| --------------- | --------------------------------------------------------------------------- |
| 17 grudnia 2000 | América Cali - Tolima Ibagué 2:0 Asprilla 13, Salazar 46                    |
| 17 grudnia 2000 | Independiente Santa Fe - Atlético Junior 1:1 Aldo Ramírez 65 - Marquinho 21 |

### Tabela końcowa turnieju Cuadrangulares 2000
| Poz | Klub                   | Mecze | Zw | Rem | Por | Pkt | BrZd | BrStr |
| --- | ---------------------- | ----- | -- | --- | --- | --- | ---- | ----- |
| 1   | América Cali           | 6     | 3  | 1   | 2   | 10  | 7    | 3     |
| 2   | Atlético Junior        | 6     | 2  | 3   | 1   | 9   | 6    | 6     |
| 3   | Tolima Ibagué          | 6     | 2  | 1   | 3   | 7   | 5    | 6     |
| 4   | Independiente Santa Fe | 6     | 2  | 1   | 3   | 7   | 9    | 12    |

Mistrzem Kolumbii w roku 2000 został klub América Cali, natomiast wicemistrzem Kolumbii – klub Atlético Junior.
Wicemistrz Kolumbii, klub Atlético Junior, zapewnił sobie udział w turnieju Copa Libertadores 2001.

## Klasyfikacja strzelców bramek mistrzostw Kolumbii 2000
| Gole | Piłkarz                    | Klub                                          |
| ---- | -------------------------- | --------------------------------------------- |
| 24   | Carlos Castro              | Millonarios FC                                |
| 20   | Julián Vásquez             | Envigado                                      |
| 20   | Sergio Galván              | Once Caldas                                   |
| 20   | Iván René Valenciano       | Independiente Medellín / Atlético Bucaramanga |
| 19   | Néstor Salazar             | América Cali                                  |
| 17   | Marcos Cardozo "Marquinho" | Atlético Junior                               |
| 16   | Orlando Ballesteros        | Atlético Junior                               |
| 15   | Hugo Arrieta               | Tolima Ibagué                                 |
| 14   | Leider Preciado            | Independiente Santa Fe                        |
| 14   | Ricardo Ciciliano          | Deportivo Pasto / Quindío Armenia             |
| 13   | Edison Mafla               | Independiente Santa Fe                        |
| 13   | Elkin Murillo              | Independiente Medellín                        |
| 13   | Milton Rodríguez           | Deportivo Cali                                |
| 13   | Jorge Vidal                | Deportivo Pasto / Independiente Medellín      |
| 13   | Willian Vásquez            | Deportivo Tuluá                               |
| 13   | Víctor Aristizábal         | Atlético Nacional                             |